# Resolução 78 do Conselho de Segurança das Nações Unidas
A Resolução 78 do Conselho de Segurança das Nações Unidas foi aprovada em 18 de outubro de 1949, tendo recebido e examinado as propostas contidas no documento de trabalho sobre a implementação da Resolução 192 da Assembleia Geral das Nações Unidas, aprovada pela Comissão de Armamentos Convencionais o Conselho solicitou ao Secretário-Geral que transmita estas propostas e os registros da discussão sobre esta questão no Conselho e da Comissão de Armamentos convencionais para a Assembleia Geral.
Foi aprovada com 9 votos, e duas abstenções da Ucrânia e a União Soviética.